# Paschasius Zouterius
Paschasius Zouterius of De Zouter (Hondschote, eerste helft 16e eeuw) was leraar Latijn en Neolatijns dichter.

## Levensloop
In Hondschote geboren, vestigde Zouterius zich in Ieper en later in Poperinge, waar hij het beroep van leraar uitoefende.
Ter ondersteuning van het onderwijs gaf hij verschillende Latijnse handboeken uit, alsook een Latijnse grammatica. Hij schreef ook een elegisch gedicht.

## Publicaties
- Tragedia de passione D[omi]ni n[ost]ri Iesu Christi (samen met Giovanni Francesco Quintziano Stoa en Pieter de Keysere), Gent, Petrus Cesarus, 1518.
- Adolescentia sive de condemnendaz voluptate et amplexanda virtute, elegisch gedicht, Antwerpen, 1521.
- Miscellanea grammatices, handboek, Antwerpen, 1524.